# Santa Rosa do Sul
Pour les articles homonymes, voir Santa Rosa.
Santa Rosa do Sul est une ville brésilienne du sud de l'État de Santa Catarina.

## Géographie
Santa Rosa do Sul se situe par une latitude de 29° 08′ 10″ sud et par une longitude de 49° 42′ 00″ ouest, à une altitude de 30 mètres.
Sa population était de 8 054 habitants au recensement de 2010. La municipalité s'étend sur 151 km2.
Elle fait partie de la microrégion d'Araranguá, dans la mésorégion Sud de Santa Catarina.
Curieusement, Santa Rosa do Sul (« Santa Rosa du sud » en français) se situe plus au nord que Santa Rosa, ville du Rio Grande do Sul.

## Villes voisines
Santa Rosa do Sul est voisine des municipalités (municípios) suivantes :
- Jacinto Machado
- Sombrio
- Balneário Gaivota
- Passo de Torres
- São João do Sul
- Praia Grande